# Paul van Dijk
Paul van Dijk (Workum, 3 april 1981) is een Nederlands kinderboekenschrijver, dichter, tekenaar, illustrator, muzikant en theatermaker.
Van Dijk schrijft voornamelijk in het Fries. Zijn verhalen hebben vaak realistische thema's (scheiding, afgunst) in combinatie met sprookjesachtige elementen.
In 2011 verscheen bij uitgeverij Afûk in Leeuwarden zijn eerste kinderboek, Renske wol stoer wêze!, met eigen illustraties. Het verhaal werd gebruikt voor het Lyts Frysk Diktee in Leeuwarden. In 2012 verscheen De Kening fan Juster, een realistisch sprookje over een meisje dat te maken krijgt met de "Raveman". Daarna volgde de Wûndertoeter fan Hindrik Bûter dat als aksjeboek diende in de Friese boekenweek van 2014. Alle boeken bevatten aquarellen van de auteur. Voor zijn eigen theatergroep, Knûkel, schrijft hij de toneelteksten.

### Poëzie
- Famke fan snie (2018) Afûk

### Theaterteksten
- Renske wol stoer wêze! (theatergroep Knûkel)
- De Poets van de Schoenmaker (theatergroep Knûkel)
- Knip! (theatergroep Knûkel)
- De Wûndertoeter (theatergroep Knûkel)
- It Feestbist (theatergroep Knûkel)
- De Striid (Iepenloftspul Top en Twel)
- De Bjusterbaarlike Baron (theatergroep Knûkel)
- Beammebern (muziektheater voor Brassband Crescendo)

### Korte verhalen
- Nei de top (2018)
- De Dûbelsprekker (foar Lân fan Taal) (2018)
- It grutte foarlêsboek, diel 2 (2019)
- It grutte Sint Piter ferhaleboek (2023)

### Vertalingen
In 2013 vertaalde van Dijk een sprookjesbundel van het Engels naar het Fries.  
- Myn moaiste mearkes (2013) Afûk

### Prijzen
Voor zijn gedicht 'Etude yn 'e rein' ontving hij in 2016 de Rely Jorritsmaprijs.
Voor het gedicht 'Kintsugi foar in diggelbast' ontving hij in 2018 de Rely Jorritsmaprijs.
In 2022 ontving hij de D.A.Tammingaprijs voor zijn dichtbundel famke fan snie.
- Gemeinsame Normdatei: 1028599412
- International Standard Name Identifier: 0000 0003 9245 0406
- Nederlandse Thesaurus van Auteursnamen: 337797595
- Virtual International Authority File: 286537632